# Piper PA-14 Family Cruiser
De Piper PA-14 Family Cruiser is een licht Amerikaans eenmotorig hoogdekker sportvliegtuig. Het toestel heeft vier zitplaatsen. De eerste vlucht van de PA-14 was op 21 maart 1947. Totaal zijn er door Piper Aircraft 238 stuks gebouwd.

## Ontwerp en historie
De PA-14 Family Cruiser is een vierpersoonsversie van de Piper PA-12 Super Cruiser. De romp is 13 centimeter verbreed, zodat twee rijen side-by-side zitplaatsen mogelijk zijn geworden. De constructie bestaat uit een met doek bespannen metalen frame. De vleugels zijn niet vrijdragend en met stijlen bevestigd aan de romp. Het traditionele landingsgestel heeft een staartwielconfiguratie. De PA-14 wordt voortgedreven door een Lycoming viercilinder boxermotor van 115 pk. 
De Family Cruiser is eind jaren 1940 voornamelijk verkocht aan privévliegers in de Verenigde Staten, maar er zijn ook een aantal geleverd in Frankrijk.